# Championnats panaméricains de BMX 2017
Navigation
Édition précédente Édition suivante
Les championnats panaméricains de BMX 2017 ont eu lieu le 3 juin 2017 à Santiago del Estero en Argentine.

## Podiums
| Épreuves            | Or             | Argent                | Bronze                 |
| ------------------- | -------------- | --------------------- | ---------------------- |
| Épreuves masculines |                |                       |                        |
| Élites hommes       | Nicolás Torres | Gonzalo Molina        | Carlos Oquendo         |
| Juniors hommes      | Samuel Zuleta  | Mateo Nicolas Espejo  | Juan Felipe Ruiz Munoz |
| Épreuves féminines  |                |                       |                        |
| Élites femmes       | Gabriela Díaz  | Priscilla Carnaval    | Julia Alves Dos Santos |
| Juniors femmes      | Paola Reis     | María Camila Restrepo | Gabriela Bolle         |